# 海人 (5号機)
『海人』（うみんちゅ）は、2008年にトリビーが開発・販売した完全告知型の沖スロ5号機。⌀25バージョンと⌀30バージョンが発売された。保通協における型式名は「ウミンチュ」および「ウミンチュG-30」。

## 概要
4号機でエイペックスから発売されていた『海人』の正統後継機。筐体の雰囲気や告知音等、基本的に先代を踏襲したつくりとなっている。ピュイッという告知音が鳴ったり、お魚ランプが点灯すればボーナス確定となる。告知のタイミングは先告知:後告知が8:2。また、1ゲーム連時にはプレミアム告知が発生する。5号機になったことで、リプレイとボーナスの重複当選が用されている。ボーナスは、ビッグボーナス・レギュラーがそれぞれ1種類で2枚掛けとなり、ビッグは345枚を越える払い出し（純増約312枚）、レギュラーは105枚を越える払い出し（純増約104枚）（⌀30バージョンは150枚を越える払い出し（純増約143枚））で終了する。

## ボーナス確率
- 海人（⌀25バージョン）

| 設定 | BIG確率 | REG確率 | 合成確率 | 機械割 |
| ---- | ------- | ------- | -------- | ------ |
| 1    | 1/315   | 1/362   | 1/168    | 95.9%  |
| 2    | 1/312   | 1/354   | 1/165    | 97.6%  |
| 3    | 1/303   | 1/334   | 1/159    | 99.9%  |
| 4    | 1/293   | 1/315   | 1/152    | 102.0% |
| 5    | 1/275   | 1/284   | 1/140    | 106.0% |
| 6    | 1/257   | 1/260   | 1/129    | 110.1% |

- 海人30（⌀30バージョン）

| 設定 | BIG確率 | REG確率 | 合成確率 | 機械割 |
| ---- | ------- | ------- | -------- | ------ |
| 1    | 1/324   | 1/492   | 1/195    | 95.9%  |
| 2    | 1/468   | 1/354   | 1/188    | 97.6%  |
| 3    | 1/442   | 1/334   | 1/182    | 99.9%  |
| 4    | 1/299   | 1/428   | 1/176    | 102.0% |
| 5    | 1/284   | 1/374   | 1/161    | 106.0% |
| 6    | 1/267   | 1/339   | 1/149    | 110.1% |

※各数値はメーカー発表値。